# Bacillariophycidae
Sous-classe
Les Bacillariophycidae sont une sous-classe d’algues diatomées de la classe des Bacillariophyceae.

## Liste des ordres
Selon AlgaeBase (13 janv. 2022) :
- ordre des Bacillariales Hendey
- ordre des Cocconeidales E.J.Cox
- ordre des Cymbellales D.G.Mann
- ordre des Dictyoneidales D.G.Mann
- ordre des Lyrellales D.G.Mann
- ordre des Mastogloiales D.G.Mann
- ordre des Naviculales Bessey
- ordre des Rhopalodiales D.G.Mann
- ordre des Surirellales D.G.Mann
- ordre des Thalassiophysales D.G.Mann

Selon ITIS (4 février 2018) :
- genre Chelonicola Majewska, De Stefano & Van de Vijver
- genre Poulinea Majewska, De Stefano & Van de Vijver
- ordre des Achnanthales Silva
- ordre des Bacillariales Hendey
- ordre des Cymbellales Mann
- ordre des Dictyoneidales Mann
- ordre des Eunotiales Silva
- ordre des Lyrellales Mann
- ordre des Mastogloiales Mann
- ordre des Naviculales Bessey
- ordre des Rhopalodiales Mann
- ordre des Surirellales Mann
- ordre des Thalassiophysales Mann

Selon World Register of Marine Species (4 février 2018) :
- super-ordre des Bacillariophycanae
  - ordre des Achnanthales
  - ordre des Bacillariales
  - ordre des Cymbellales
  - ordre des Dictyoneidales
  - ordre des Lyrellales
  - ordre des Mastogloiales
  - ordre des Naviculales
  - ordre des Rhopalodiales
  - ordre des Surirellales
  - ordre des Thalassiophysales
- super-ordre des Eunotiophycanae
  - ordre des Eunotiales
- Bacillariophycidae incertae sedis
  - ordre des Rhaphoneidales
  - genre Biblarium C.G. Ehrenberg, 1843
  - genre Cresswellia Arnott ex R.K. Greville in W. Gregory, 1857
  - genre Denticella C.G. Ehrenberg, 1838
  - genre Florella J.N. Navarro, 1982
  - genre Medlinella Frankovich, Ashworth & M.J. Sullivan, 2016
  - genre Micromega C.A. Agardh, 1827
  - genre Monoceros A.C.J. Van Goor, 1924
  - genre Orthoneis Grunow, 1870
  - genre Phaeoceros
  - genre Pleurostauron
  - genre Sphenella F.T. Kützing, 1844
  - genre Spinigera H. Heiden & R.W. Kolbe, 1928
  - genre Tetragramma C.G. Ehrenberg, 1843
  - genre Zygoceros C.G. Ehrenberg, 1839
  - genre Exilaria R.K. Greville, 1827 accepté comme Licmophora C.A. Agardh, 1827 (synonyme)
  - genre Micropodiscus A. Grunow in H. Van Heurck, 1885 accepté comme Conticribra K. Stachura-Suchoples & D.M. Williams, 2009 (synonyme)
  - genre Vibrio O.F. Müller, 1773 (uncertain > nomen dubium)